# Parque de Atracciones Tibidabo
El Parque de Atracciones Tibidabo (en catalán y oficialmente Parc d'Atraccions Tibidabo) es un parque de atracciones situado en la montaña del Tibidabo, perteneciente a la sierra de Collserola, al oeste del municipio de Barcelona. El parque tiene una superficie aproximada de 70 000 m² y destaca por su situación privilegiada como mirador de Barcelona. Además, es el parque de atracciones operativo más antiguo de España, el tercero más antiguo de Europa y uno de los más viejos del mundo.

## Construcción e historia del parque
En el año 1899 el farmacéutico Salvador Andreu promueve un proyecto de urbanización de la montaña del Tibidabo, planteando la creación de una línea de tranvía, un funicular y un parque de atracciones, constituyéndose a tal efecto el 20 de febrero de 1899 la Sociedad Anónima El Tibidabo cuyo consejo de administración lo componían: presidente Rómulo Bosch; vicepresidente Francisco Simón y Font; directores: Salvador Andreu, Romá Macaya y Gibert, Antonio Roviralta; vocales: Antonio Gassol, Francisco Grau Barnola y Pedro Larrosa y Pitch.
Las obras del tranvía y el funicular comienzan el 16 de junio de 1900, siendo inaugurados el 29 de octubre de 1901 por el cardenal de Barcelona Salvador Casañas i Pagès el Tranvía Azul y el Funicular del Tibidabo, pero no fue hasta 1905 cuando empezaron a funcionar las primeras atracciones, entre las cuales destacan los espejos, algunos telescopios y binoculares para observar la ciudad, los primeros autómatas, columpios, el tiro Flobert, juegos de bolos, una estación de palomas mensajeras... El negocio prosperaba y unas décadas más tarde llegaron Carrusel, Avión, Ferrocarril Aéreo, Atalaya, Castillo Encantado y otras atracciones desaparecidas como Teleférico, Ollas Voladoras, Tren Miniatura (réplica del primer ferrocarril Barcelona-Mataró) o Casa de Sorpresas. Esta prosperidad se mantuvo hasta la aparición del coche SEAT 600, que debido a su popularidad provocó una caída en el número de visitas al parque.
Walt Disney afirmó que el Parque de Atracciones Tibidabo fue uno de los lugares más mágicos en los que había estado, hecho que hizo que se inspirara en él cuando ideó sus propios parques temáticos. Además, en 1957 quiso comprar la colección de autómatas de Tibidabo con un cheque en blanco, pero la empresa se negó a venderlos.
En el año 1987, el empresario Javier de la Rosa compró el parque y le añadió un conjunto de innovaciones, entre las cuales destaca el cambio del nombre de la compañía gestora a Grand Tibidabo. En el año 1994 la empresa quebró y en 2007 se acusó a Javier de la Rosa de delitos de apropiación indebida continuada y contra la Hacienda pública.
Después de una larga crisis económica y de gestión, en el año 2000 los terrenos del parque se subastaron y pasaron a formar parte de la empresa Chupa Chups, pero el Ayuntamiento de Barcelona los adquirió por 1091 millones de pesetas (6 millones y medio de euros). Estuvo gestionado por Parc d'Atraccions Tibidabo S.A. (PATSA), la cual no obtuvo beneficios netos hasta el ejercicio de 2006.

Después de esta compra el parque ha pasado por varios cambios importantes, como la reapertura del Camí del Cel, la instalación de nuevas atracciones (como PNDØL, una nueva montaña rusa, Miraespejos, el Edificio Cielo...), la creación de un club de socios (el Tibiclub), la eliminación de barreras arquitectónicas y la renovación de la entrada principal, entre otras acciones.

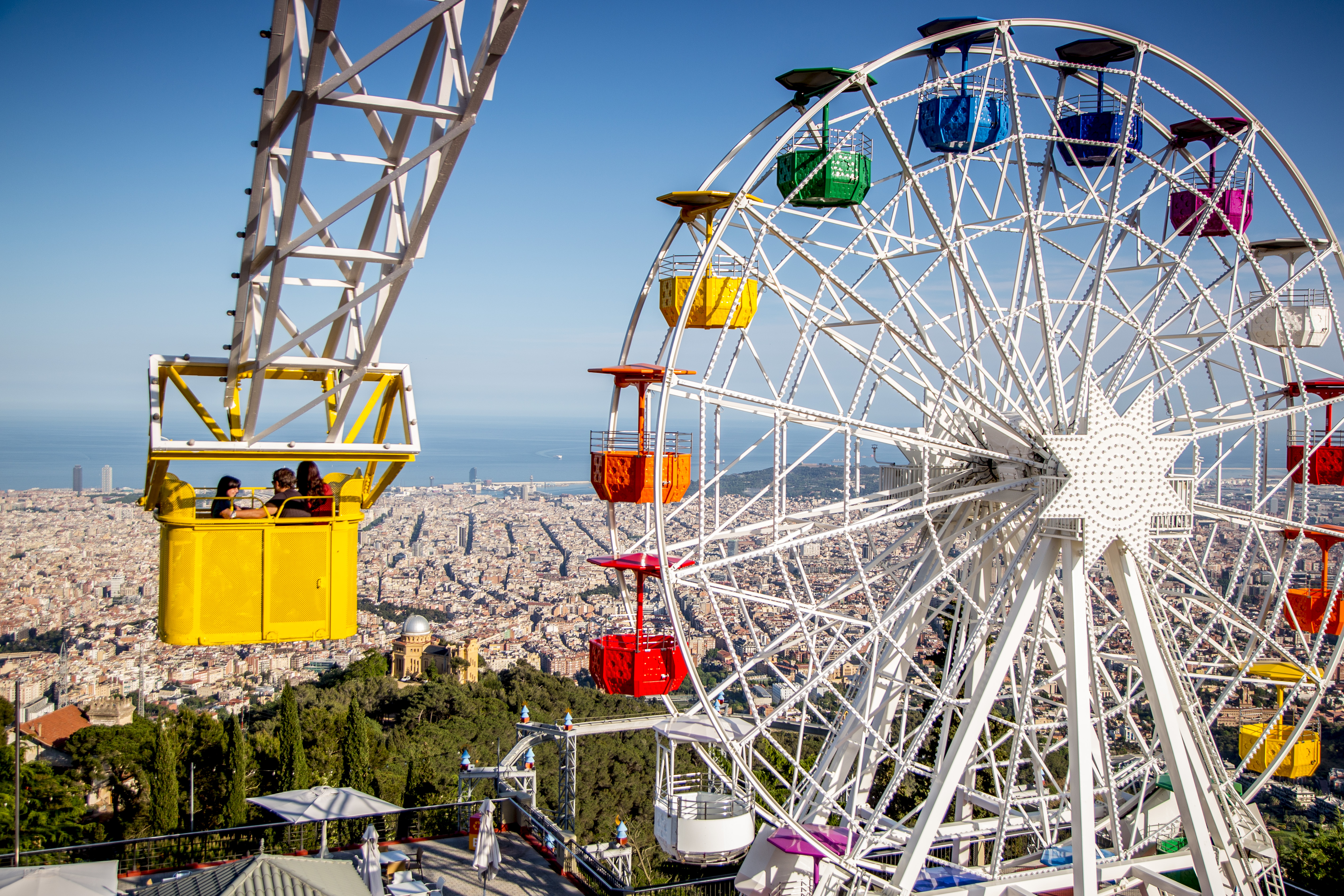
Atalaya y Giradabo
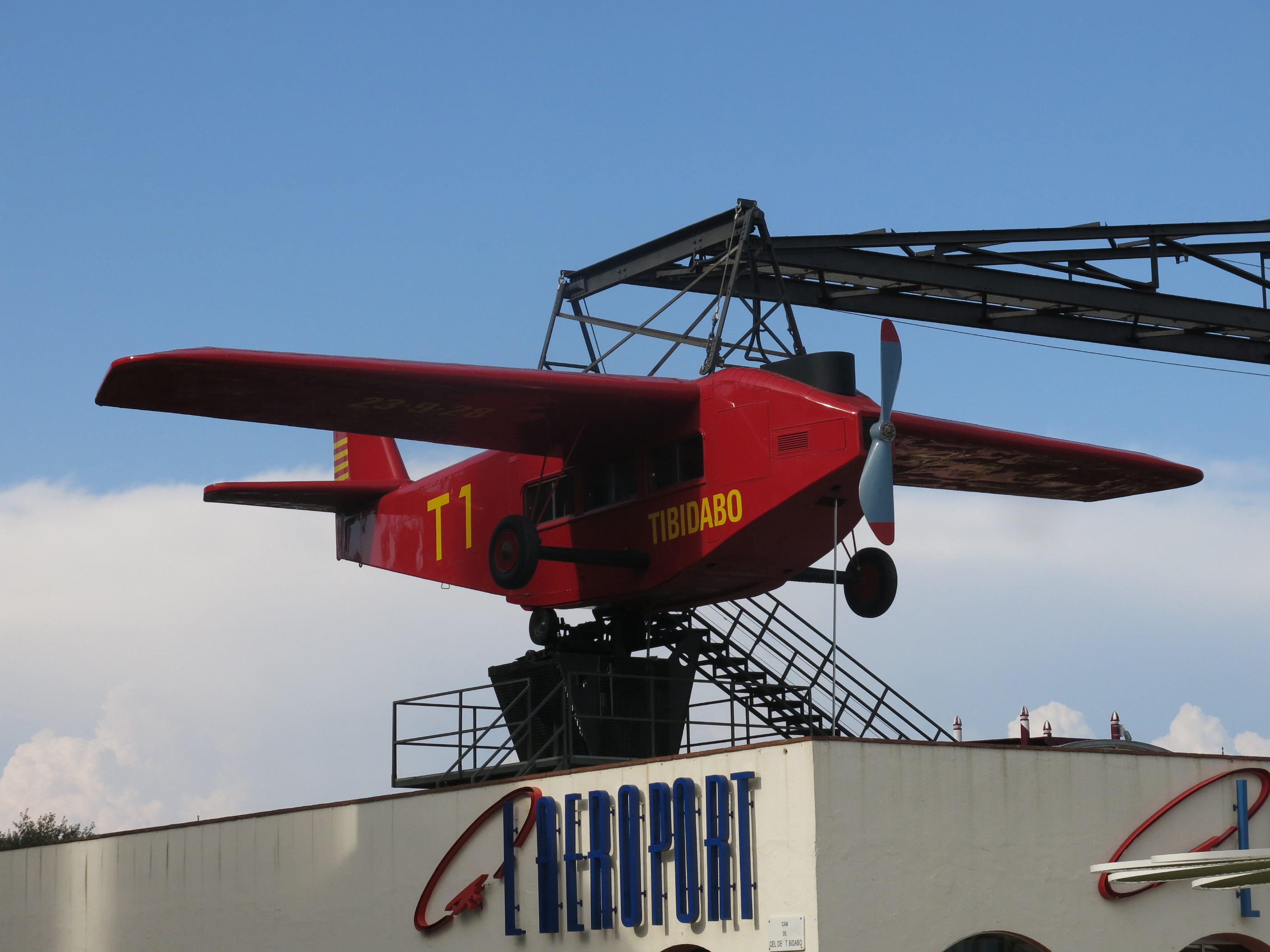
El Avión
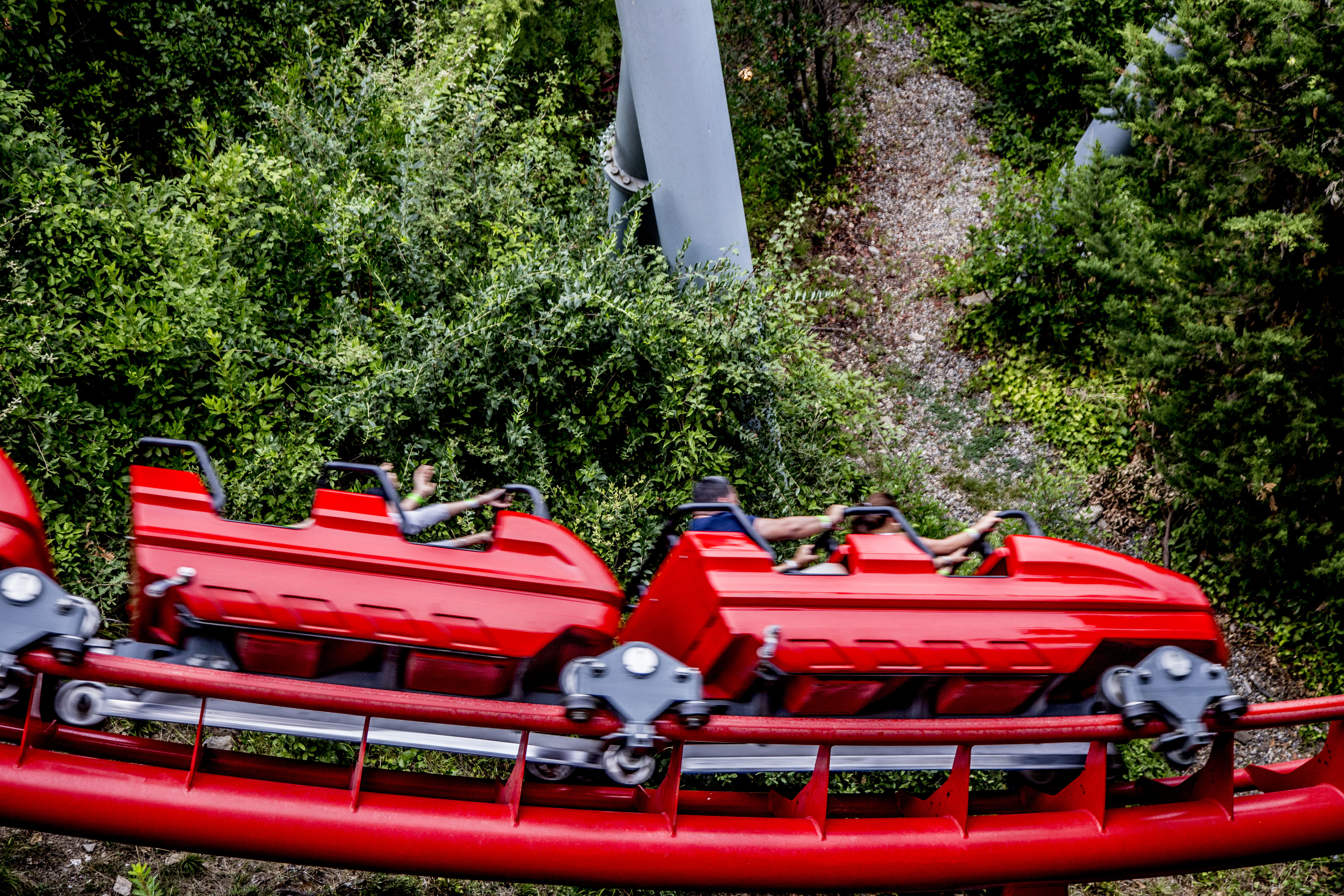
Montaña Rusa
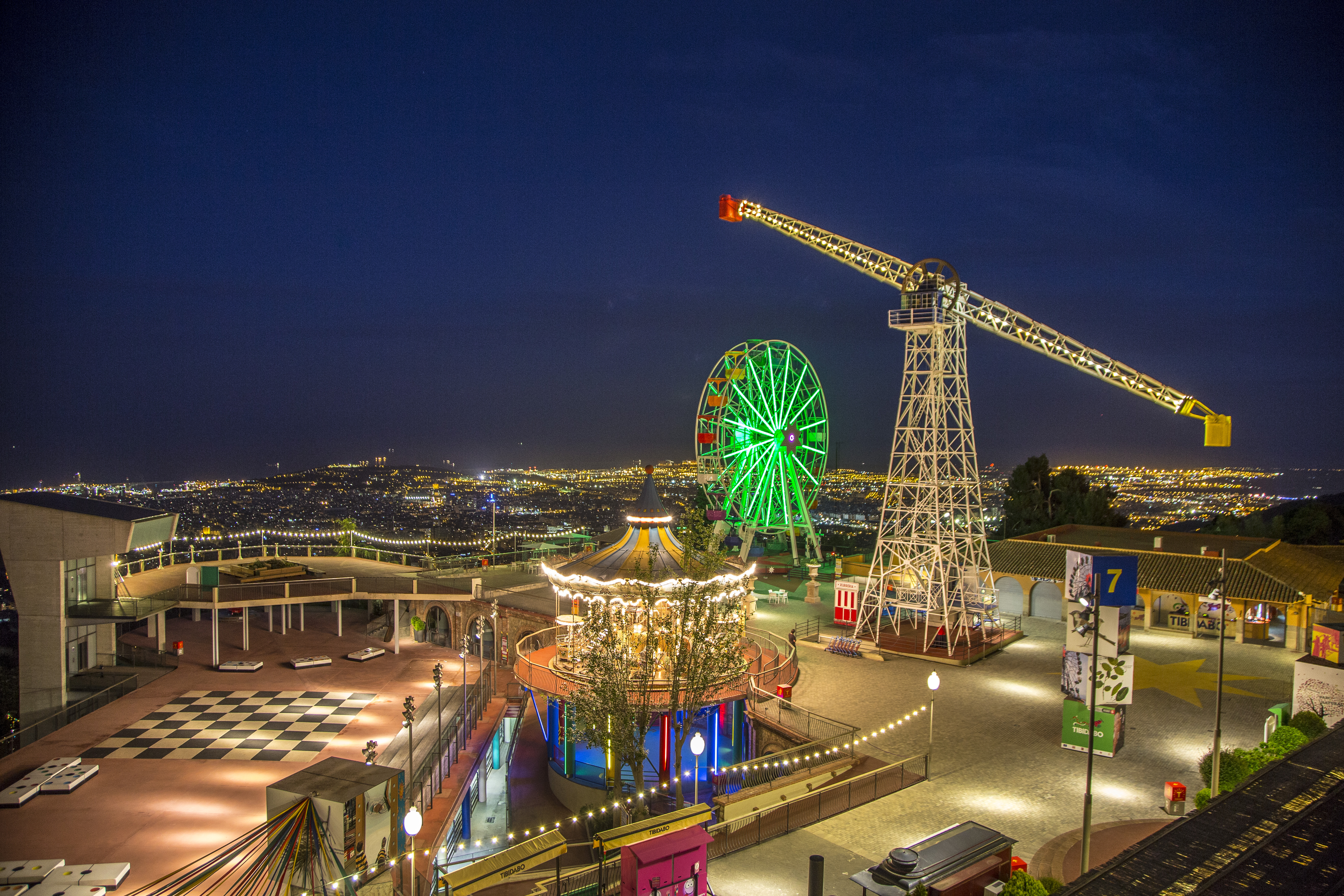
Nivel 6 del parque de noche
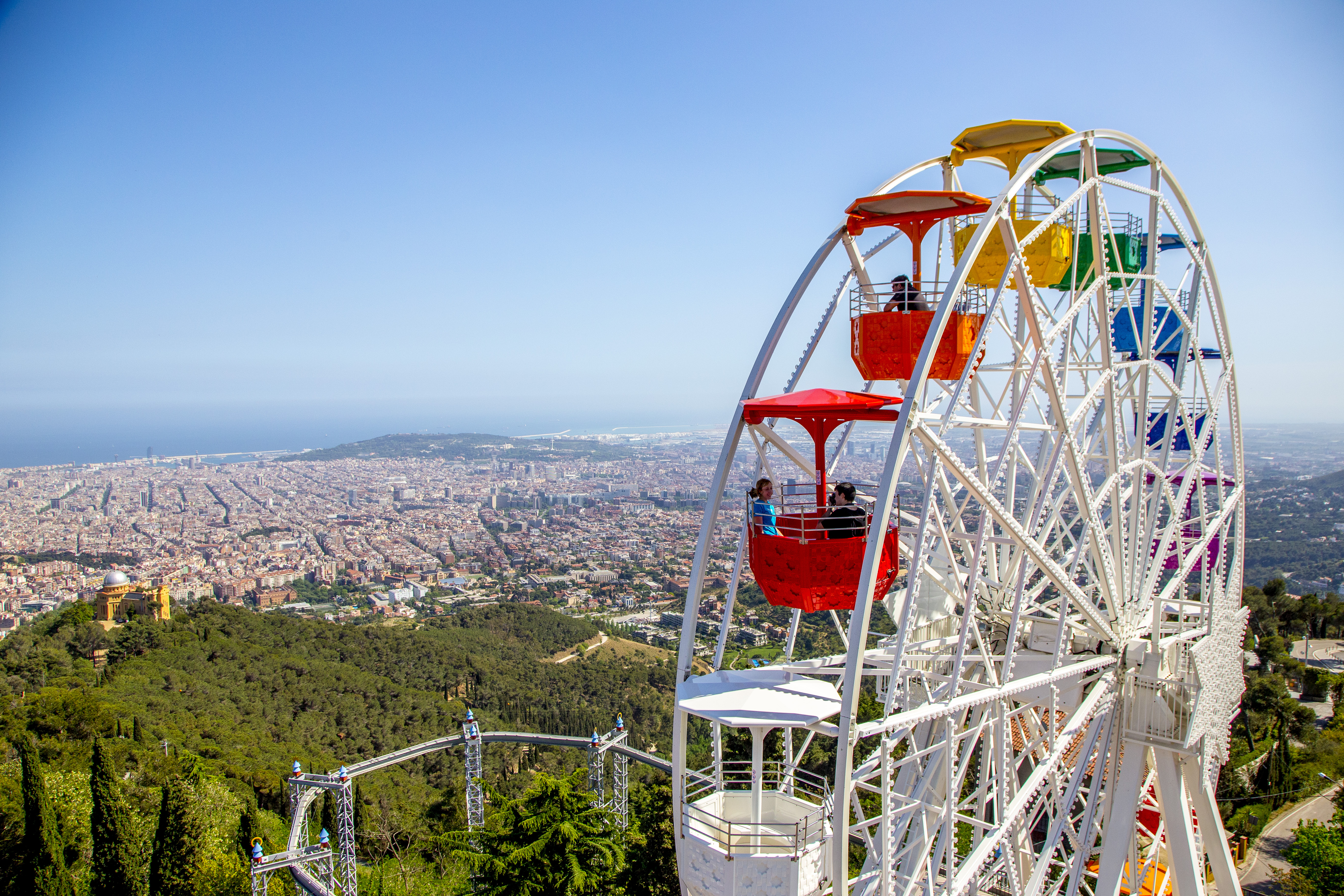
Vistas panorámicas desde Giradabo
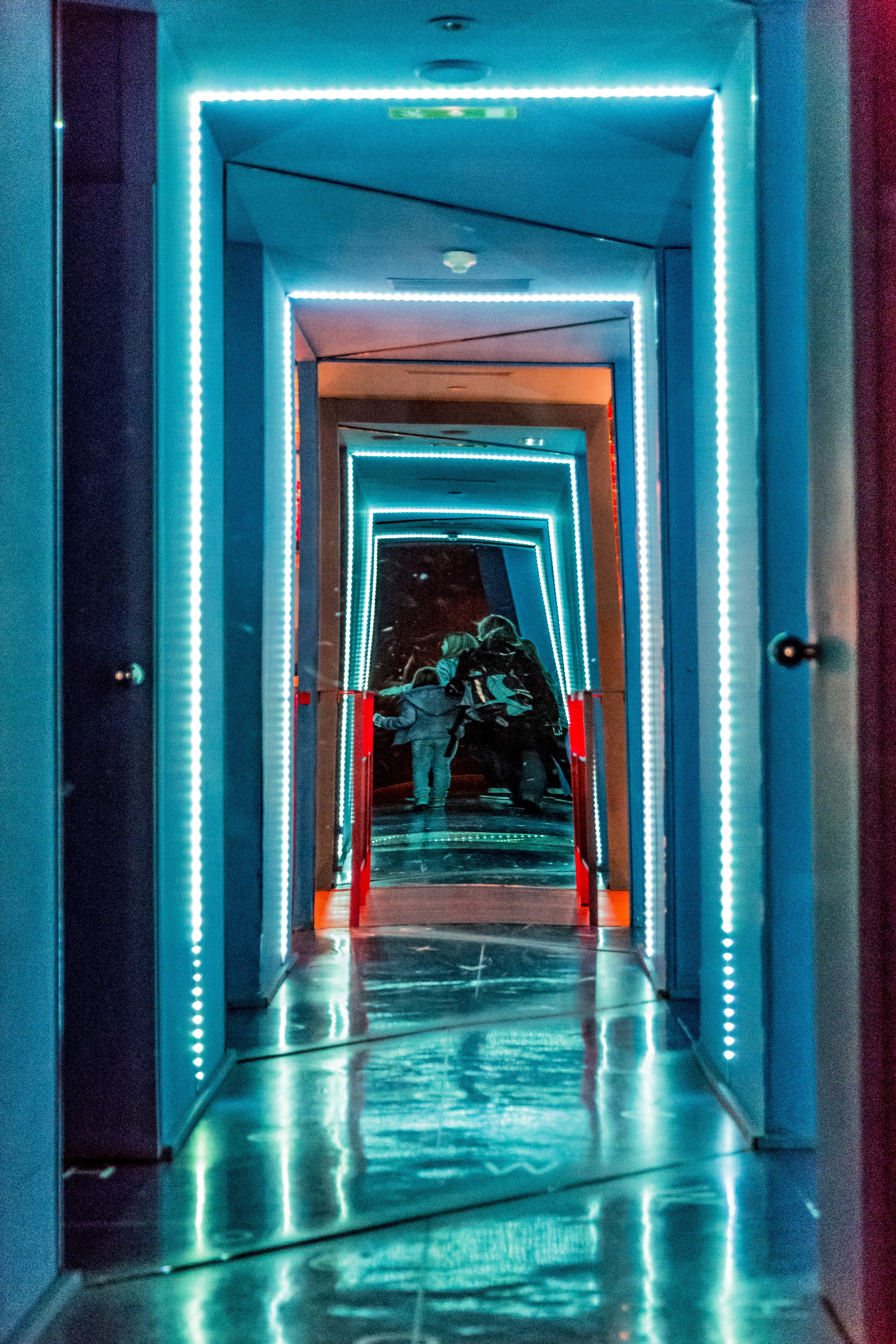
Miraespejos
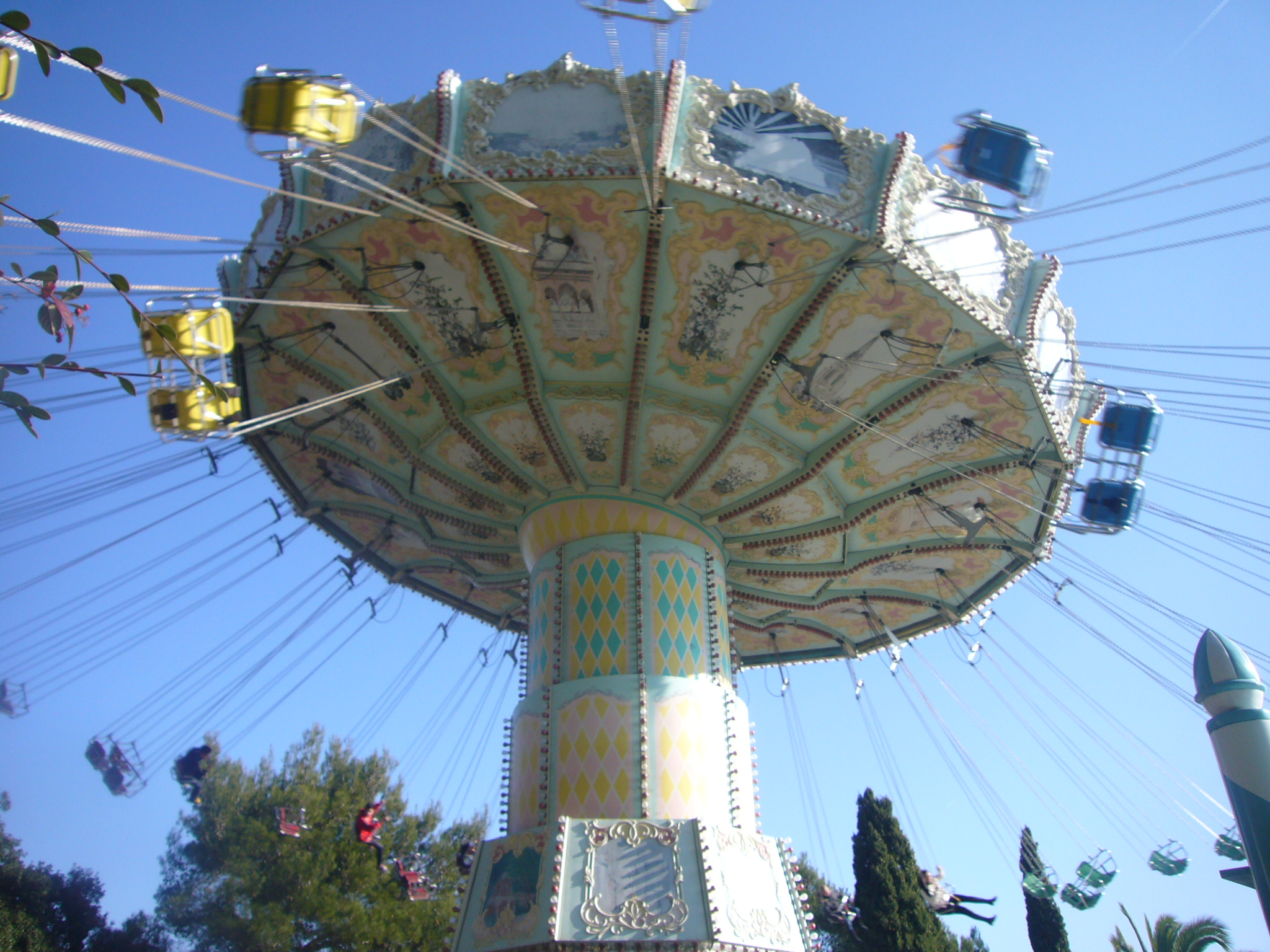
Diavolo
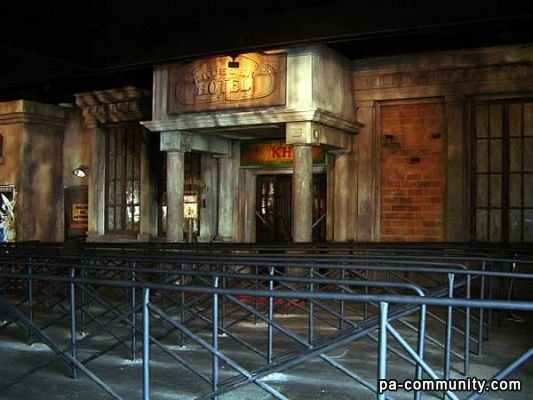
Hotel 666
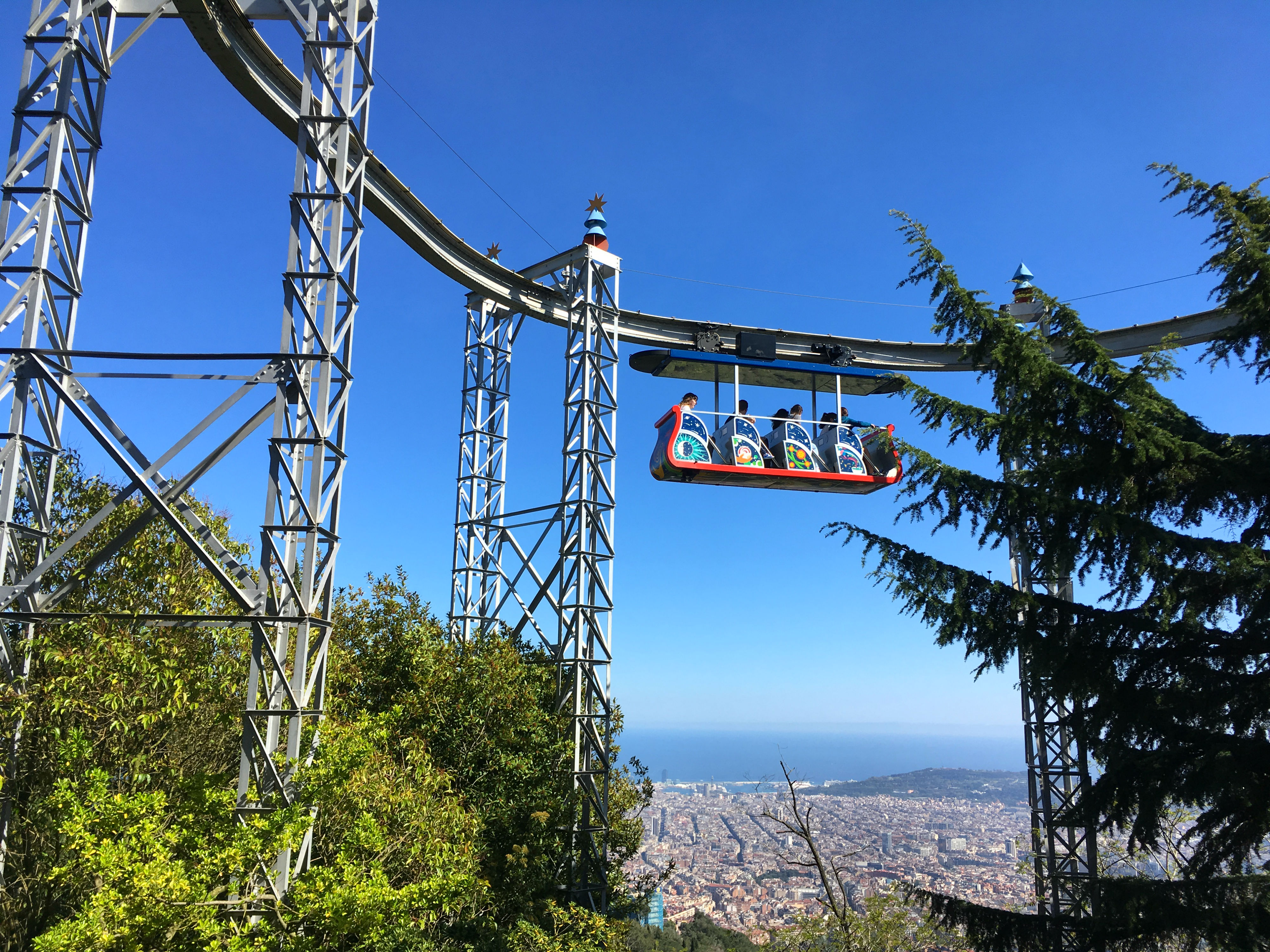
Embruixabruixes
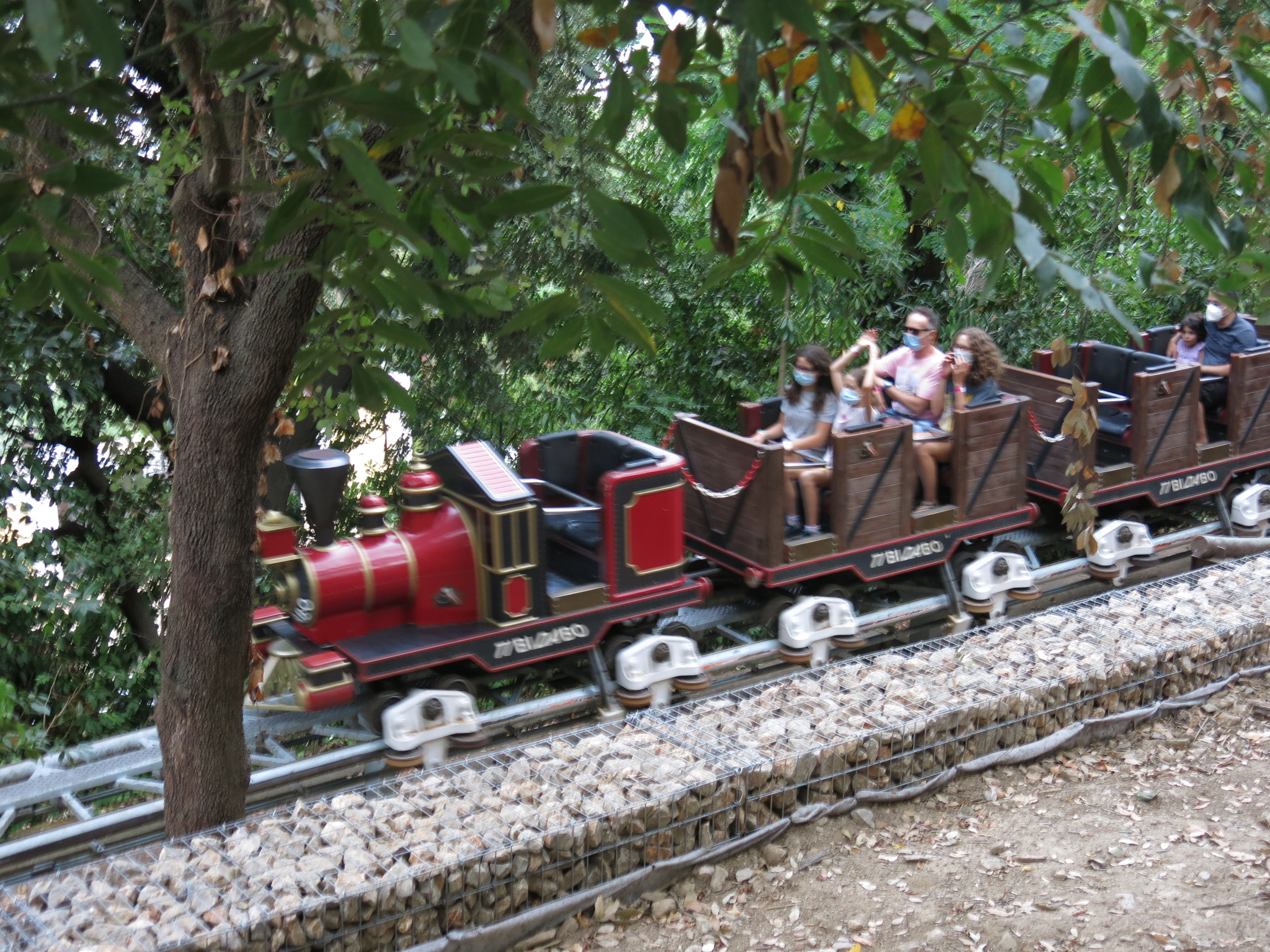
Virtual Express

Además, también cuenta con un precioso mirador donde puedes acceder de manera gratuita durante el horario de apertura del parque. Este se encuentra en el recinto que no es de pago del Tibidabo.

## Niveles
El parque consta de 6 plantas o niveles. Los niveles 5,4,2 y 1 están considerados como el parque de atracciones en sí y requieren pagar la entrada al parque, por el contrario el nivel 6 es de acceso gratuito y es un área panorámica que también cuenta con atracciones. Por último el nivel 3, en este es en el que se encuentran los servicios técnicos del parque, necesarios para que el mismo funcione correctamente, este nivel no es accesible al público. En un inicio el parque estaba dividido en diez barrios, que se reorganizaron para dar lugar a una división de seis niveles:
- Área Panorámica (Nivel 6). Anteriormente Barrio de la Atalaya, Barrio del Avión y Barrio de las Atraccioncitas.
- Somnis (Nivel 5). Antiguo barrio de la Montaña Rusa.
- 666 (Nivel 4). Anteriormente Barrio de los Coches de Choque.
- Xerinola (Nivel 2). Antiguamente el Barrio del Aladino.
- Aventures (Nivel 1). Anteriormente el Barrio del Castillo, Barrio del Hurakán, Barrio del Pirata y Barrio del Bosque.

### Aventures (Nivel 1)
Es el nivel inferior del parque, con las siguientes atracciones y restaurantes:
- Atracciones

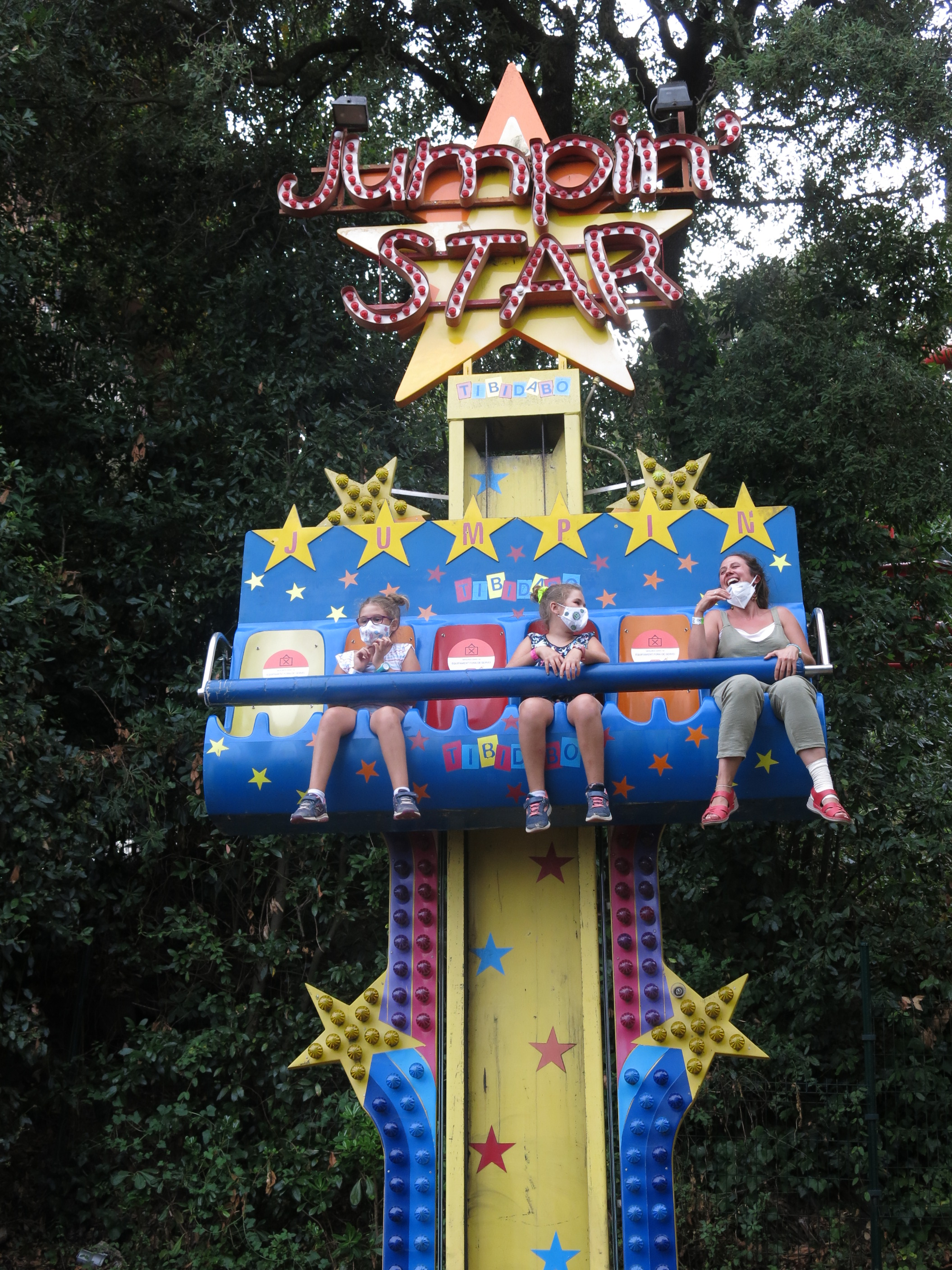
Granota

  - Castell dels Contes: Experiencia narrativa e inmersiva de cuentos tradicionales dentro de un viejo castillo lleno de sorpresas.
  - Merlí: Caída libre con góndola giratoria de 360º, cuenta con 52 metros de altura y una capacidad de 25 personas. Simulando la varita mágica del mago Merlín ofrece unas maravillosas vistas panorámicas de Barcelona y sus alrededores. Fabricada por Funtime es la única de su categoría en España.
  - Globos: Atracción en la que montas en unas góndolas tematizadas como globos que giran sobre su propio eje y que a su vez giran y suben mediante unos brazos mecánicos.
  - Granota: Pequeña atracción que consta de una góndola de 6 personas que baja y sube rebotando, viene a imitar una torre de rebote o caída libre a muy pequeña escala.
  - Mina d'Or: Atracción acuática que consiste en un canal de agua de unos 300 metros de longitud y dos bajadas ubicado en el nivel inferior del parque, entre Muntanya Russa y TibiCity. Consta de nueve troncos, con capacidad de cuatro pasajeros cada uno. Incluye servicio de fotografía de recuerdo.
  - Muntanya Russa: Montaña rusa fabricada por Vekoma situada en la zona más boscosa del parque cuyo recorrido se realiza a unos 80 km/h y se inicia con una caída de 31 metros con vistas a Barcelona y el Maresme.[7] Sus trenes tienen aspecto de atracción clásica a petición de Tibidabo. Incluye servicio de fotografía de recuerdo. Dispone de un servicio opcional de gafas de realidad virtual (5€ extra).
  - Piratta: Barco pirata en el que te balancearas de un lado a otro.
  - Tchu Tchu Tren: Pequeño tren infantil que hace un recorrido por un huerto gigante.
  - TibiCity: Escuela de conducción y movilidad. Incluye servicio de fotografía de recuerdo.
  - Tibidabo Express: Montaña rusa motorizada fabricada por Zamperla que hace su recorrido por la zona inferior del parque y que llega a alcanzar los 50 km/h.[8]Dispone de gafas de realidad virtual para quien quiera hacer uso de ellas.
- RestauraciónBar L'Estacio

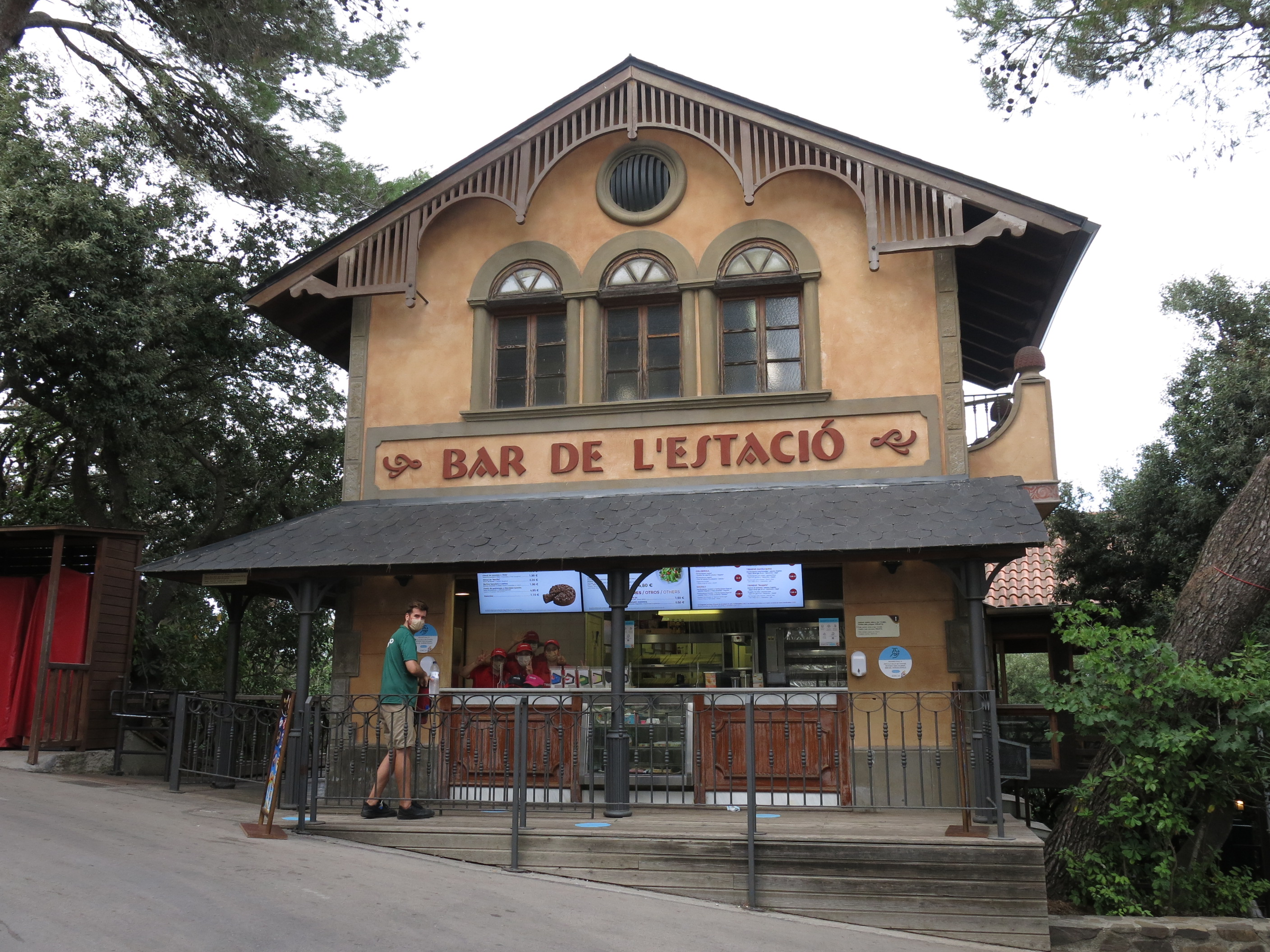
Bar L'Estacio

  - Bar de l'Estació: Restaurante cubierto y climatizado con gran variedad de comidas. (Opción Vegetariana).
  - Bar Piratta: Menús, bocadillos y frankfurts.
  - Diavolo Food Truck: especializada en empanadas.
  - La Gelateria: Heladería ubicada junto a la Granota.
  - La Taverna del Castell Telepizza: Pizzería. (Opción para Vegetarianos y Celiacos)

### Xerinola (Nivel 2)
Este nivel tiene las siguientes atracciones:
- Atracciones
  - Alaska: Atracción infantil en la que los más pequeños van montados en unas barcas tematizadas como focas de Alaska, el circuito consta de un círculo con una pequeña subida y su posterior caída. Incluye servicio de fotografía de recuerdo.
  - Diavolo: Sillas voladoras, en esta atracción montaras en unas sillas que están sujetas mediante cadenas de acero a la atracción, en ella subirás unos metros y empezaras a girar a toda velocidad.
  - Dididado: Cine 4D, dispone de una proyección de mañana (Chaos in Wonderland 3D) y otra de tarde (Theater of Dreams 3D).
  - Llits elàstics: Camas elásticas infantiles.
  - Mini Hurakan: Atracción infantil con dos brazos articulados que sujetan una góndola que viene a imitar la ya extinta atracción Hurakan.

### 666 (Nivel 4)

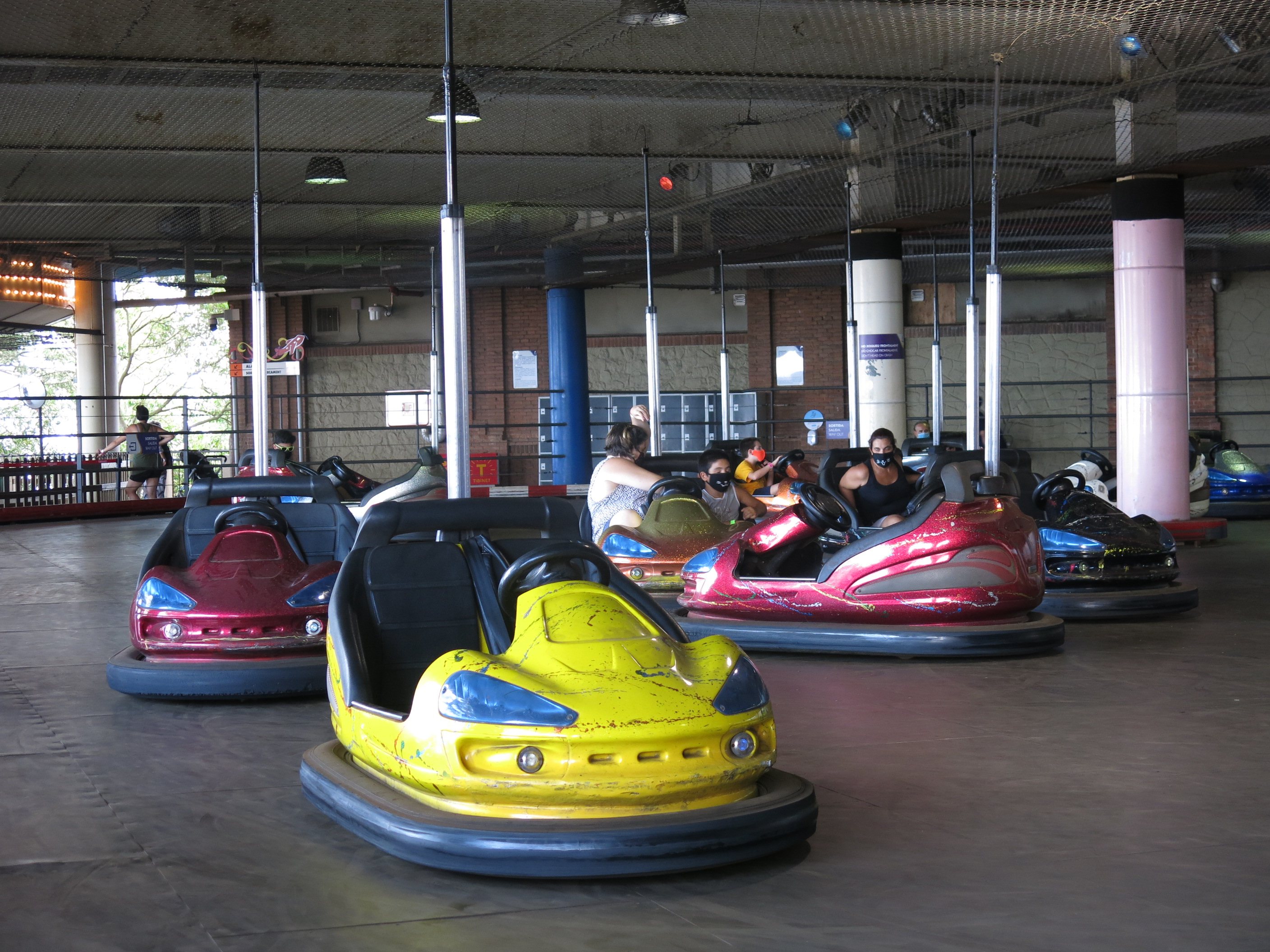
Autos de choque Crash Cars

Este nivel tiene las siguientes atracciones y restaurantes:
- Atracciones
  - Crash Cars: Autos de choque.
  - Hotel 666: Pasaje del terror por el interior de un viejo hotel abandonado, en él encontrarás una atmósfera aterradora con muchos efectos especiales y actores.
  - Espai 666: Espectáculo con los personajes del Hotel 666, en el te contaran historias de los huéspedes del hotel. Meet&Greet.

### Somnis (Nivel 5)
- Atracciones
  - CreaTibi: Espacio educativo para que los más pequeños puedan desarrollar su imaginación construyendo con piezas de Lego.
  - Embruixabruixes: Es la atracción más antigua del parque. Este tren monocarril colgado se inauguró en 1915 a partir de un proyecto del ingeniero jefe del parque Mariano Rubió y Bellver. Al principio se llamaba Ferrocarril Aéreo, después pasó a llamarse Aeromagic, y finalmente, después de unas reformas durante el año 2005, se le dio el nombre del Magatzem de les bruixes i els Bruixots (Almacén de las brujas y los brujos en español). En 1980, la instalación fue automatizada y se prescindió de la figura del conductor de cada vagón. Ha sido renovado en tres ocasiones: en 1991, 2005 y 2016 que es la versión actual. El viaje comienza saliendo al vacío y continúa con un recorrido por el suroeste del parque y por dos túneles con decorados sobre magia y efectos especiales de luz, sonido y olores
  - Interactibi: Atracción 3D interactiva en la que tendrás que disparar a unos objetivos que se proyectaran en pantalla para intentar conseguir la máxima puntuación.
  - Marionetarium: teatro de marionetas, aquí se conservan y animan los títeres de la Compañía de Marionetas Herta Frankel, protagonistas de los primeros años de RTVE. Hasta inicios de 2015, en la Exposición Animada ubicada donde actualmente se encuentra el CreaTibi se exhibían más de seiscientas piezas de la colección de Herta Frankel, que incluye una gran variedad de formas y técnicas que se distinguen en diversos tipos característicos: máscaras, sombras, marionetas, títeres de guante, títeres de varilla y teatro negro. Estas piezas han sido construidas por grandes maestros europeos de los últimos setenta años como los españoles Lluís Fontanet, Regino Mas y Elvira de Loyzaga; los alemanes Harro Siegel, Irmgard Sturm y Fritz Herbert Bross; el checo Zdeněk Podhůrský o el francés Georges Lafaye.
  - Miramiralls: Laberinto de espejos con distorsión que crean unos reflejos muy divertidos.
  - Museo de Autómatas: Aquí encontraras una exposición de más de 40 piezas de autómatas y maquetas, la más vieja "El payaso mandolinista" data del año 1880.[9]

### Área Panorámica (Nivel 6)

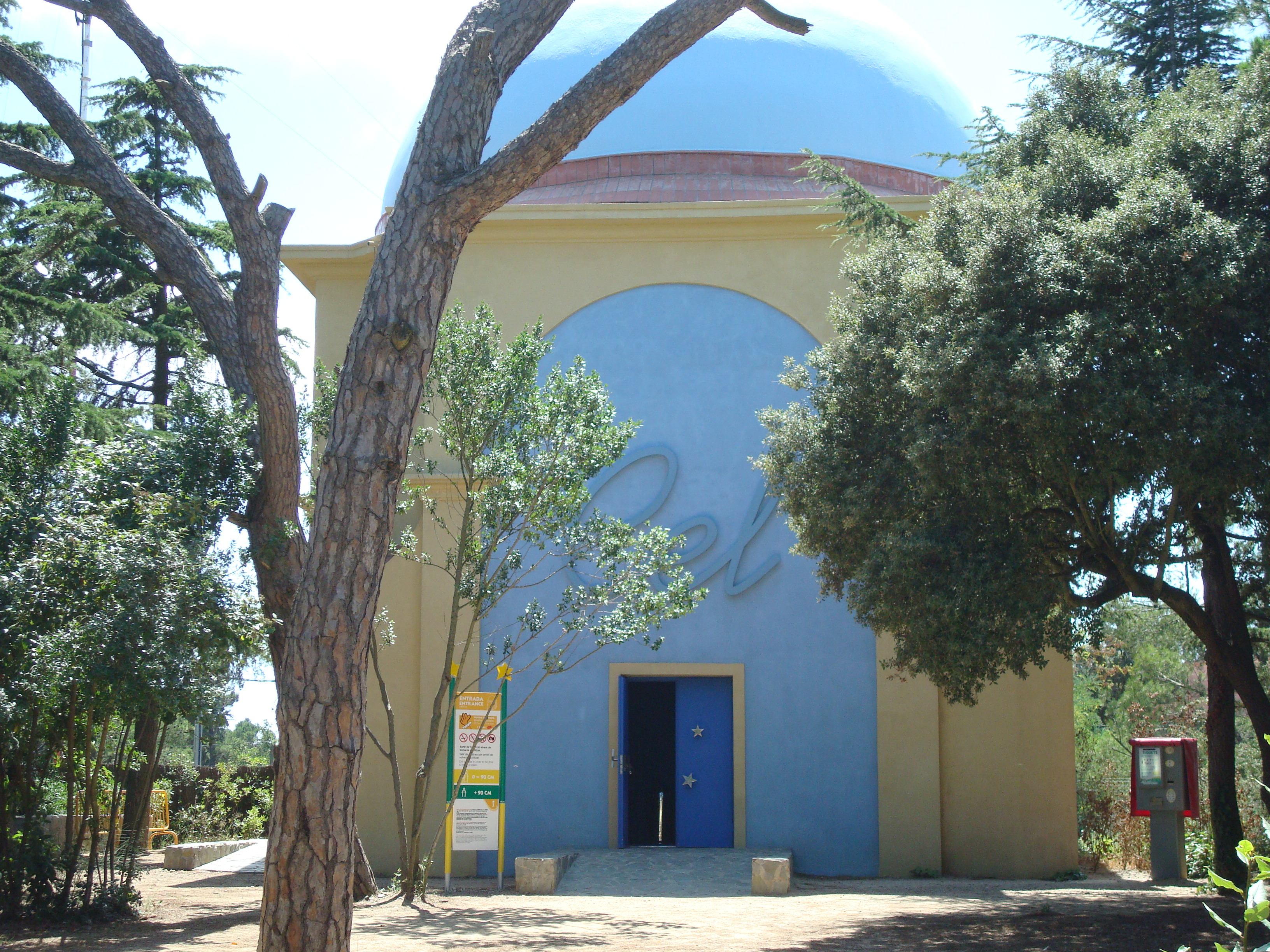
Edificio del Cielo

Es el nivel superior del parque, a 500 metros de altitud respecto al nivel del mar, abierto casi todos los días del año y por el que se puede pasear libre y gratuitamente como si se tratara de una calle más de Barcelona. En él se pueden encontrar la siguiente oferta de atracciones y restauración:
- Atracciones y espectáculos
  - Avió: Avión que recrea el primer vuelo comercial Madrid - Barcelona, consta de una grúa que sostiene el avión que es impulsado por su propia hélice. El avión fue descolgado de su grúa por primera vez el 31 de enero de 2016, para su restauración tras 88 años de funcionamiento
  - Talaia: Con una altura de 50 metros, eleva a sus visitantes a 552 m s. n. m.
  - Giradabo: Noria a 500 metros sobre el nivel del mar y adaptada para personas con discapacidad.
  - Carrusel: Un carrusel de dos plantas para toda la familia.
  - Beyond: Experiencia inmersiva con realidad virtual, ubicado en el edificio del cielo.
  - Pony Rodeo: Atracción infantil sobre raíles, en el varios caballos y carruajes hacen un recorrido imitando el viejo oeste.
  - Río Grande: Tren infantil tematizado en el viejo oeste, el recorrido consta de un circuito en forma de ocho.
  - Tasses: Atracción infantil, son unas tazas que giran sobre su eje mediante la fuerza ejercida por el usuario que la monta, estas están sobre una plataforma que también gira sobre su propio eje pero en este caso mecánicamente.
  - Fuentes de agua interactivas: Un espacio de juego con efectos de luz, sonido y colores para toda la familia, de acceso libre y abierto todos los días.
  - Marionetarium: Espectáculo de marionetas de la compañía Herta Frankel.
- Restauración
  - Escribà[10]: Pastelería ubicada bajo la atracción del avión.
  - Iogurteria: Batidos de yogur, bebidas y yogures helados.
  - Masia del Tibidabo: Restaurante tradicional junto a la entrada al parque.
  - Mirador Enrique Tomás: Bocadillos, tapas y especialidad en jamón.
  - La Terrassa de l'Aeroport: Hummus, focaccias y bocadillos entre otros
  - Xurreria: Churrería junto a la Talaia.

## Cómo llegar

### Transporte público
- Itinerario con el Funicular del Tibidabo: L7 de FGC hasta la estación de Av. Tibidabo. Después tomar o bien el autobús 196 de TMB o el Bus T2C para finalmente llegar al recinto del parque con el Funicular del Tibidabo.
- Itinerario con Tibibus: hay dos líneas de autobús explotadas por Transports Ciutat Comtal cuyo final de recorrido es cercano a la entrada más próxima al Gran Hotel La Florida. Circulan los días en que abre el parque de atracciones en su totalidad y no cuando únicamente se abre el Camí del Cel.
  - Línea T2B: a partir de las 10:45, salidas cada media hora desde enfrente del aparcamiento de Sant Genís (en El Valle de Hebrón).
  - Línea T2C: a partir de las 10:15, salidas cada 15 minutos desde 'Av Tibidabo, núm. 4.
- Itinerario por Vallvidrera: línea S1 o S2 de FGC hasta la estación de Peu del Funicular. A continuación, hacer transbordo con el Funicular de Vallvidrera hasta Vallvidrera Superior y, por último, llegar al parque con el autobús 111 de TMB.

### Transporte privado
Dada la difícil accesibilidad al recinto mediante transporte privado el parque dispone de dos aparcamientos:
- Aparcamiento de Sant Genís (en El Valle de Hebrón): aparcamiento de alta capacidad enfrente del Hospital Universitario Valle de Hebrón habilitado únicamente los días en que abre todo el parque de atracciones. En este propio aparcamiento pueden adquirirse las entradas y llegar gratuitamente a Tibidabo con el autobús T2B.
- Aparcamiento en Tibidabo: aparcamiento de media capacidad cercano a la Torre de Collserola y abierto casi todos los días del año. Suele llenarse con facilidad en jornadas de gran afluencia.

## Mascotas
Desde el año 2015, el parque creó a cuatro mascotas aprovechando las sílabas que componen su nombre. Así encontramos a Ti-Bi-Da-y-Bo.
El autor de las mascotas es David Ramírez (historietista), que ganó el concurso realizado el año anterior y que fue impulsado por Unicef.
Ti es un pájaro amarillo de la raza oriol, con camiseta roja, dos plumas a modo de flequillo y un gran pico. Lleva su nombre estampado en letras amarillas en el pecho de la ropa.
Bi es una lagartija o salamandra de color verde con labios y contorno de ojos amarillos y camiseta también verde más clarita destacando en verde oscuro su nombre en el frontal.
Da es una zorra de pelaje marrón y detalles blancos como el pecho, las orejas o el hocico. Vestida con camiseta azul y su nombre estampado en rojo.
Y por último, Bo es un jabalí de color azul con orejas y hocico rosados y guantes rojos. Va con camiseta blanca y su nombre estampado en azul en el pecho.
Trabajan juntos o por separado para que se respeten los derechos de los niños mientras animan la estancia de las personas que se acercan al parque.
En distintos puntos de venta del parque se pueden encontrar numerosos objetos corporativos con su imagen así como peluches.
Anteriormente a las mascotas, se usaba para tal fin la imagen del avión rojo que corona el parque. Todavía presente en el logotipo oficial del parque. Fue durante muchos años el equivalente que usaban a una mascota, el cual también gozo de muchos productos a la venta como llaveros, peluches y su imagen estampada en distintos objetos.

## Accidente de PNDØL
El 17 de julio de 2010 a las 19:10 h ocurrió el único accidente mortal en este parque de atracciones, cuando el brazo articulado de la atracción PNDØL, inaugurada en agosto de 2006, cedió y cayó hacia la atracción La Mina de Oro, causando la muerte de una chica de 15 años y que tres de los acompañantes resultaran heridos. Al día siguiente, el parque de atracciones cerró el recinto en señal de luto.
El Ayuntamiento aseguró que la atracción había superado todas las revisiones y encargó un informe al Colegio de Ingenieros Industriales de Cataluña , que consideró como causa un deficiente diseño de la base de la atracción, dándose además causas concurrentes relativas a la fabricación, instalación y revisión. Por otra parte, la investigación judicial estimó que la caída se produjo por la rotura de los puntos de anclaje de la base del fuste de la atracción, provocada por una cadena de errores consecutivos relacionados con su diseño, cimentación, instalación y montaje y un inadecuado mantenimiento.

## Atracciones retiradas

### Panorámic
Era una noria, o rueda de feria, que fue construida en el año 1983, sustituyendo la inaugurada el año 1962 que, a su vez, ya había tomado el relevo de la primera, fechada en el 1953. Con 20 compartimentos de colores diferentes, enlazaban el centro formando una estrella de 8 puntas donde aparecía el nombre de la atracción. Fue desmantelada en 2010 para ser sustituida en 2014 por el Giradabo.

### PNDØL
Inaugurado en agosto del 2006, el Pèndol, o Péndulo en castellano era un brazo articulado de 38 metros de altura con capacidad de cuatro personas por viaje que lograba una velocidad de 100 kilómetros por hora en menos de 3 segundos, siendo la primera atracción de este tipo instalada en España. El 17 de julio de 2010 los cimientos de la atracción fallaron cayendo toda la estructura y matando a una joven de 15 años y dejando a otros 3 heridos siendo el único accidente mortal del parque desde su inauguración.

### Aladino
Ubicada en el nivel 2 era una atracción de la compañía Zamperla que acabó siendo desmantelada la primera mitad de diciembre de 2009 por sus continuados problemas técnicos y su costoso mantenimiento. Desde la temporada 2012 ha dado paso al espacio donde se encuentran ubicados los llits elàstics (camas elásticas).

### Castell Misterios
Ha dado paso al Castillo de los Cuentos, inaugurado el 10 de noviembre de 2018.

### Transmòbil
El Transmòbil, fue un remolcador que permitía ascender desde el nivel 1 al 6. Se desmanteló en el 2008 para construir la actual montaña rusa que hace un recorrido por en medio del bosque.

### Montaña Rusa
Inaugurada en 1961 y reformada en 1992 fue una montaña rusa de la compañía Zyklon, fue retirada en enero de 2009 por antigüedad, su antigua ubicación es en la actualidad la Plaça dels Somnis (Plaza de los sueños), una zona multiespacio en la que durante todo el año se realizan espectáculos y eventos.

### Hurakan
El Hurakan, fue una atracción tipo "Top Spin" de la compañía Huss Rides que se desmanteló en 2021. En su antigua ubicación se encuentra actualmente la caída libre "Merlí".
Inaugurado en 1992 y con casi 30 años en funcionamiento ininterrumpido la atracción fue cerrada y desmantelada por sus altos costos de mantenimiento y reparaciones constantes.

### Zoochock
Autos de choque infantiles con temática animal que estaban ubicados en la planta 4 junto a Crash Cars y Hotel Krüeger. La atracción fue desmantelada en el año 2023 durante unos procesos de remodelación del mirador donde se encontraba.

### Viking
Atracción motorizada que constaba de varias barcas con temática vikinga que giraban sobre un eje central, la atracción incluía pistolas de agua en las barcas con la posibilidad de lanzar agua a las otras barcas accionado un pedal. Se encontraba en el nivel 1 junto al Tchu Tchu Tren y el Piratta, fue retirada en 2024 por llegar al final de su vida útil .
|                                                     |
| Panoramic, noria operativa hasta la temporada 2010. |

|                                                        |
| Hurakan, Top Spin de Huss Rides, desmantelado en 2021. |

|                                                   |
| Castell Misterios antes de ser remodelado en 2018 |

|                                               |
| Aladino, operativo hasta la temporada de 2009 |

|                                                               |
| Transmòbil, remolcador del nivel 1 al 6 desmantelado en 2008. |

|                                                          |
| Antigua montaña rusa, operativa del 1961 a enero de 2009 |

## Véase también

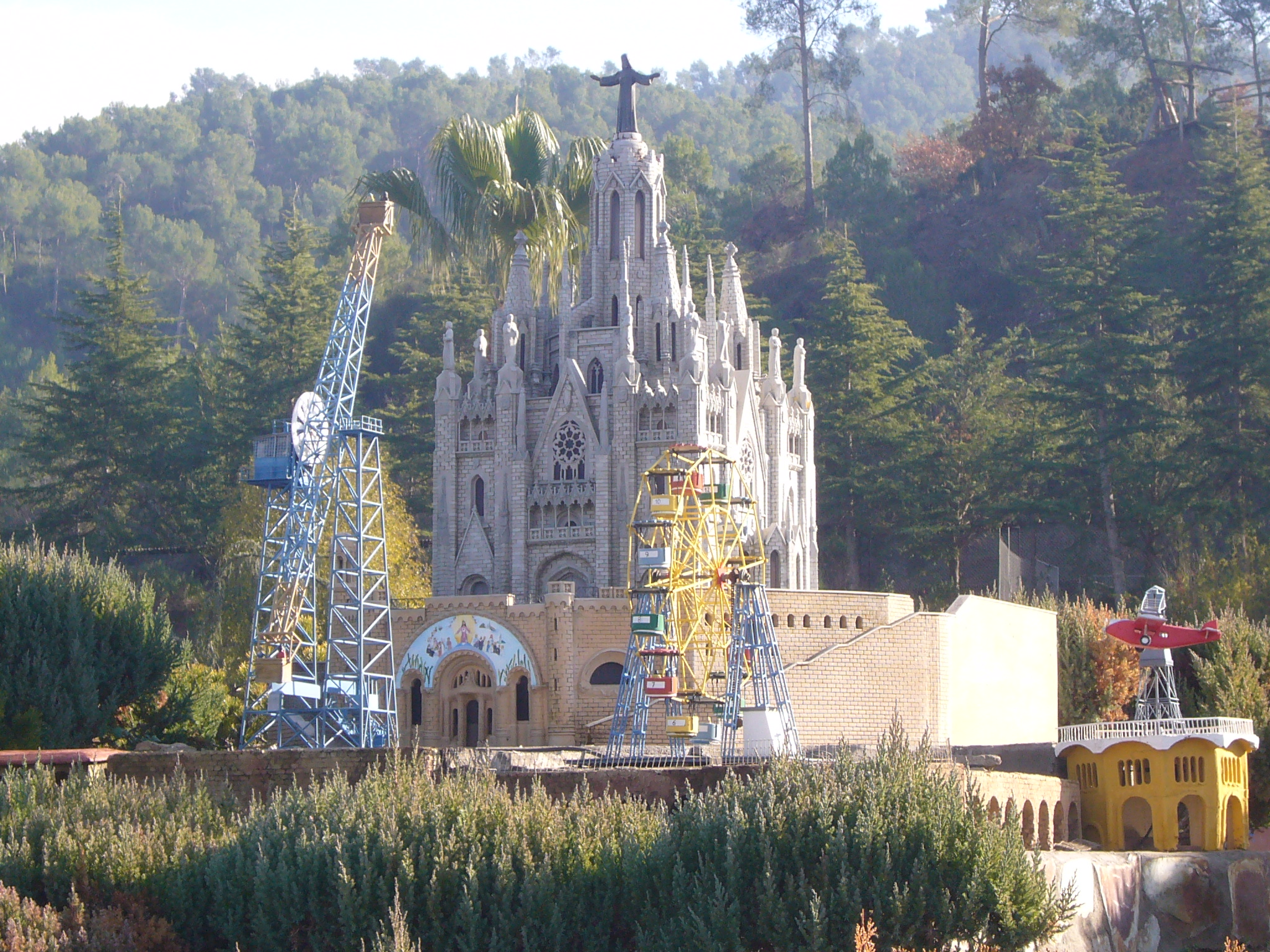
Maqueta del parque, en Cataluña en Miniatura.